# Kalaus
Il Kalaus (in russo Калаус?) è un fiume della Russia europea (Caucaso settentrionale), affluente del fiume Manyč. Scorre nel Territorio di Stavropol'.

## Descrizione
Il fiume ha origine da un pendio del monte Bryk e scorre lungo le alture di Stavropol' dirigendosi in direzione nord-orientale, orientale nell'ultimo tratto: raggiungendo la depressione del Kuma-Manyč, piega bruscamente verso est. Il fiume ha una lunghezza di 436 km, l'area del suo bacino è di 9 700 km². La larghezza del letto fluviale raggiunge i 40-50 m, la profondità è fino a 1,5 m. Il fiume, nel tempo, ha cambiato corso durante la costruzione di nuovi canali d'irrigazione e di bacini idrici.
Fino agli anni '70, il fiume Kalaus era la sorgente diretta del fiume Manyč orientale. Nel fiume Kalaus è stato osservato un raro fenomeno chiamato “biforcazione fluviale”, ossia la divisione del fiume in due rami diretti a differenti sistemi idrici. Dopo forti piogge, il Kalaus scaricava l'acqua in due direzioni: principalmente a est nel Manyč orientale, ma anche a ovest, verso il lago Manyč-Gudilo e quindi al Manyč occidentale. Circa il 30% del flusso del Kalaus era diretto al Manyč occidentale e il 70% a quello orientale.
La ristrutturazione della rete idrografica della depressione di Kuma-Manyč avvenne nel 1965-1975: furono costruiti i canali Kuban-Kalaus e una diga alla foce del fiume Kalaus, che ha bloccato il flusso del fiume Kalaus diretto al fiume Manyč orientale. Al fine di mantenere il livello del compartimento orientale del bacino Proletarskoe, il Kalaus fu reindirizzato al bacino del Manyč occidentale.
Il suo maggior affluente è l'Ajgurka (lungo 137 km) proveniente dalla destra idrografica. Lungo il suo corso attraversa le città di Svetlograd e Ipatovo.